# Kūkai
Kūkai (空海, 31 juillet 774 - 22 avril 835), plus connu sous le nom de Kōbō-Daishi (弘法大師), est le saint fondateur de l'école bouddhiste Shingon; il est aussi une figure marquante de l'histoire du Japon : son esprit universel a fortement influencé la culture et la civilisation japonaise. Il était non seulement un grand religieux, mais aussi un éminent homme de lettres, un philosophe, poète et calligraphe. Toute sa vie il manifesta une grande bienveillance pour tous les êtres, et c'est pour cette raison qu'il est encore, de nos jours, si populaire au Japon.  

## Naissance et enfance
Il naquit en 774, au village de Byōbuga-ura, dans l'île de Shikoku. Sa famille était prospère, et son père avait exercé le rôle de gouverneur de province. Il était le troisième enfant et reçut le prénom de Mao, qui signifie « Poisson de vérité ». Manifestant très tôt une remarquable intelligence, il fut appelé Tōtomono, le « précieux ». Déjà dans ses jeux, il montrait une profonde attirance pour la religion car il avait l'habitude de façonner des bouddhas en argile pour ensuite les prier sur de petits autels. À l'âge de 15 ans, il se rendit à la capitale, Nara, auprès de son oncle, savant renommé et précepteur à la Cour, pour étudier les belles-lettres chinoises et les textes du confucianisme. Inscrit au collège gouvernemental à 18 ans, il étudia assidûment durant deux ans ; devant ses brillants résultats la famille espérait qu'il deviendrait haut fonctionnaire à la capitale, mais le jeune Kūkai s'intéressait plus au bouddhisme qu'à sa carrière. Il étudiait également les textes anciens du bouddhisme traditionnel de Nara. Comprenant la vanité de ses études laïques, il quitta le collège malgré la forte opposition de son entourage.

## La pratique du bouddhisme
La fin du VIIIe siècle est marquée au Japon par de grands changements politiques. Le clan des Fujiwara prend le pouvoir et l'empereur Kanmu transfère la capitale de Nara à Kyoto. Ce renouvellement total augmente les charges qui pèsent sur le peuple qui souffre de la misère. Kūkai croyait profondément que dans le bouddhisme se trouvait la solution des problèmes essentiels de la vie des hommes. Il choisit donc de vivre en ascète errant, pour approfondir sa foi par la pratique religieuse. Il était le disciple d'un maître de temple, le prêtre Gonzō, qui l'initia au rituel de Gōmonji, bien qu'il ne fût pas officiellement moine. Il pratiquait intensivement ce rituel et vivait tantôt dans des huttes au sommet des montagnes, tantôt dans des grottes au bord de l'océan. C'est ainsi qu'un jour, au cap Muroto, il vit l'« étoile de l'aube » (Vénus) descendre sur lui, et entrer dans sa bouche lui apportant l'Illumination. À vingt-quatre ans, il écrivit le « Sangō Shiiki », la vérité finale des trois enseignements, y comparant les trois idéaux du Confucianisme, du Taoïsme et du Bouddhisme, pour conclure que ce dernier est plus profond et plus apte à sauver les êtres, puisqu'il résout les problèmes de fond de la vie humaine. Il répondait ainsi aux reproches de son entourage qui l'accusait de ne pas vouloir servir son pays, et dès lors il se consacra entièrement à l'étude de la Voie, se faisant reclus dans le Daibutsuden, le bâtiment du Grand Bouddha du Tōdai-ji, à Nara.

## La découverte du Bouddhisme ésotérique
Malgré ses études dans les temples de Nara, il n'était pas encore satisfait. Un jour il fit un rêve, l'invitant à se rendre dans le temple Kume. Là, il découvrit un texte du bouddhisme ésotérique encore peu connu au Japon, le Dainichi-kyō. Comme il ne pouvait le comprendre, il décida d'aller en Chine pour y approfondir cet enseignement. De 24 à 31 ans, c'est-à-dire jusqu'à son départ en Chine, nous ne possédons pas de documents sur sa vie, mais il est très probable qu'il dut beaucoup étudier et se perfectionner en chinois.

## Le départ pour la Chine
En 804, à 31 ans, grâce à l'appui de sa famille, il reçut l'autorisation de partir en Chine avec un ambassadeur. Juste avant son départ il reçut officiellement l'ordination de moine et prit le nom de Kūkai qui signifie « Océan de Vacuité ». Un autre religieux célèbre dans l'histoire du Japon, Saichō, partit en même temps que lui sur un autre bateau. Ce dernier avait déjà fondé au Hieizan, au nord de Kyoto, un monastère du Tendai et débutait brillamment sous la protection de l'empereur Kanmu. Après plus d'un mois d'une traversée rendue difficile par les tempêtes, l'ambassadeur et Kūkai débarquèrent en Chine, très loin de la capitale Chang'an. Sur les quatre bateaux de la flottille, seuls deux étaient arrivés à bon port et le leur était dans un état si misérable que les autorités les prirent pour des pirates. C'est seulement lorsqu'ils virent la magnifique calligraphie de Kūkai qu'ils reconnurent leur erreur, aucun pirate n'aurait pu écrire avec une telle noblesse. Ils traversèrent la Chine par voie de terre, pour enfin arriver à Chang'an, la ville internationale la plus cultivée et la plus prospère du monde à l'époque. La Chine des Tang était à son apogée, commerçants, philosophes et religieux du monde entier se côtoyaient dans sa capitale. Kūkai s'enrichit au contact de ce foisonnement d'idées et de cultures si diverses. Il se rendit célèbre à la cour de l'empereur pour la beauté de ses calligraphies qui font partie aujourd'hui des trésors nationaux du Japon. Il visita de nombreux temples et connut divers grands maîtres. Il apprit ainsi le sanscrit auprès d'un maître indien. Cependant, sa rencontre la plus importante fut celle de Keika-ajari (Huiguo), le disciple de Fūkū-Sanzō (Amoghavajra), le grand maître vénéré de l'ésotérisme chinois.

## Initiation au Bouddhisme ésotérique
Dès la première rencontre en mai 805, Huiguo reconnut Kūkai : « Je savais que vous viendriez. J'avais attendu si longtemps. Quel plaisir de vous voir ! mais hélas ma vie se termine et je ne sais si j'aurais le temps de vous transmettre mon enseignement. » Huiguo l'initia aux cérémonies de consécration « Kanjō » durant lesquelles le disciple, les yeux bandés, doit découvrir avec quelle divinité il a la plus grande affinité. À cette occasion, la fleur que lança Kūkai sur un mandala (diagramme symbolisant l'univers) tomba deux fois de suite au milieu, à l'emplacement du Bouddha principal Dainichi-Nyorai. C'est ainsi qu'il reçut le titre de Henjō-Kongō (le diamant qui illumine tout). En quelques mois, il reçut tous les enseignements de Huiguo comme on verse l'eau d'un vase à l'autre. Le Maître fit alors préparer activement à son intention les mandalas et les objets nécessaires à la pratique des rituels et de nombreux textes sacrés furent recopiés. Après cette période de transmission intensive, le Maître mourut à la fin de l'année. Kūkai était son dernier disciple et il était, parmi tous, celui qui avait reçu les enseignements les plus complets. C'est sans doute pour cette raison qu'on le désigna pour écrire son épitaphe.

## Le retour au Japon
L'année suivante, il se joignit au nouvel ambassadeur pour retourner au Japon en août 806. Jusqu'à la fin de son séjour, il recopia et rassembla des documents dans les divers domaines de la culture chinoise. Dès son arrivée, il envoya à l'empereur la liste des nombreux objets et documents qu'il rapportait de Chine. Grâce à sa longue préparation effectuée au Japon, il avait pu assimiler très rapidement non seulement les enseignements bouddhiques, mais aussi d'amples connaissances de culture générale, en lettres, calligraphie, médecine, travaux d'art, architecture, etc. Cependant il était parti en Chine avec une délégation officielle et il avait été convenu qu'il devait y rester 20 ans. Son retour prématuré embarrassa les autorités. Il dut demeurer environ quatre ans au Kanzeon-ji dans l'île de Kyûshû, au sud du Japon, avant de recevoir l'autorisation de rejoindre la capitale.

## Les débuts du Shingon

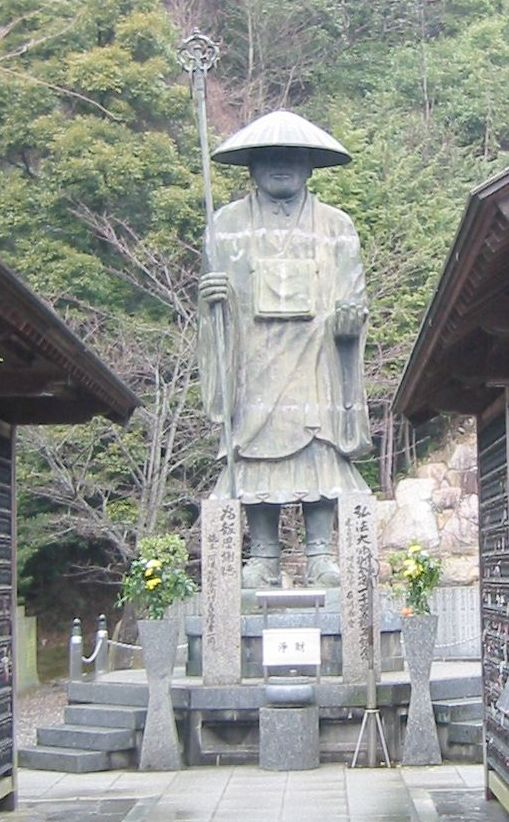
Statue de Kûkai.

Sur l'ordre de l'empereur, il séjourna au temple Takaosan au nord de Kyoto, où il commença à donner les enseignements du Shingon. Durant cette période, de graves troubles politiques secouèrent le pays, et Kūkai fit des cérémonies pour apaiser la guerre civile. À trente six ans, il reçut la permission de l'empereur, de fonder l'école Shingon. Il en résume les points caractéristiques ainsi : « Le Shingon est l'enseignement le plus profond du Mahayana. Il se consacre à assurer la paix du pays par la prière, à sauver tous les êtres en chassant les malheurs et en apportant les bonheurs. Son idéal, c'est devenir Bouddha, dans cette vie, avec ce corps, ce qui signifie vivre dans la vérité ». À cette période, il initia le moine Saichō (Dengyō Daishi (伝教大師)) et quelques-uns de ses disciples, à la cérémonie d'onction et de consécration appelée « Kanjō ». Saichō était resté neuf mois en Chine et dès son retour au Japon, il fonda l'école Tendai au mont Hiei. (La doctrine Tendai, était un ésotérisme mêlé d'enseignements non ésotériques reposant sur le Sûtra du Lotus. Il présenta aussi à l'empereur Kanmu, un recueil de ce qu'il rapportait, et son succès vint en partie du fait qu'on considéra que l'ésotérisme était partie intégrante de sa doctrine. N'ayant pas reçu les enseignements les plus profonds il demanda ensuite à Kūkai de lui transmettre par écrit certains livres pour structurer sa doctrine. Celui-ci accepta en partie, refusant seulement de lui transmettre ce qui, à ses yeux devait passer par une initiation sur plusieurs années. Des disciples de Saicho ayant décidé de rester avec Kūkai firent que les relations entre les deux hommes s'interrompirent. À la mort de Saichō, ses disciples directs retournèrent en Chine pour approfondir le Mikkyō, et donnèrent ainsi sa forme définitive à l'école Tendai, qui représente actuellement au Japon le Bouddhisme semi-ésotérique, du Tendai se développeront ensuite, l'amidisme, le zen et l'école du lotus. Le Bouddhisme était représenté à la période Héian (794-1192) par les six écoles de Nara plus les deux nouvelles religions : le Shingon et le Tendai.
En 813, l'empereur Saga invita les grands maîtres des huit écoles dans son palais, pour une discussion publique des mérites respectifs de leurs doctrines. Tous sauf Kūkai, dirent que l'état de Bouddha demandait de très nombreuses vies pour être réalisé. Kūkai donna l'essentiel de son enseignement à cette occasion.

## Sokushin-Jōbutsu
(« Devenir Bouddha dans cette vie avec ce corps »)
Dans la discussion qui l'opposa aux autres écoles, il développa la pensée du Sûtra suivant :
« L'homme doit connaître son propre cœur tel qu'il est. Celui qui connaît l'origine de son propre cœur tel qu'il est, connaît le cœur des Bouddhas.
Celui qui connaît le cœur des Bouddhas peut connaître le cœur de tous les êtres. Il peut connaître la Vérité de l'Univers et devenir un avec lui. Il peut devenir Bouddha dans cette vie avec ce corps. C'est l'état où les trois sources du karma, du corps, de la parole, et de la pensée des hommes, deviennent un avec les Trois Mystères, du corps, de la parole, et du cœur du Bouddha. Si l'homme cherche la Sagesse du Bouddha, et maintient constamment sa pensée en lui, il peut réaliser rapidement l'état de Bouddha avec ce corps né de ses parents ». 
Devant le scepticisme des autres religieux, il fit les gestes sacrés avec les mains (mudrâ), répéta les mantras (shingon), et médita sur le Bouddha Grand Soleil, « Dainitchi-Nyorai ». À la surprise de tous, il manifesta un état de Samadhi très profond, son corps devint très lumineux et prit la forme du Bouddha, assis sur un lotus à huit pétales. 
Kūkai était non seulement un grand religieux mais aussi un homme fort cultivé, enrichi par toutes les connaissances qu'il rapportait de Chine. Une amitié réciproque naquit avec le nouvel empereur Saga, qui était également un homme de lettres et un éminent calligraphe.

## Fondation du monastère du mont Kōya
En 816, il reçut de l'empereur la permission de construire un monastère sur le mont Kōya. Il avait reconnu ce site sauvage, lorsqu'ascète errant il pérégrinait à travers le pays. Situé à environ 800 m d'altitude, ce plateau entouré de huit montagnes évoquait pour lui le Royaume de la Matrice, le lotus à huit pétales où siège le Bouddha. Son isolement et sa végétation magnifique en faisaient un lieu privilégié pour la méditation, mais les travaux de construction rencontraient des difficultés dues au froid, à la neige persistante et à l'éloignement de toute autre habitation. Toutefois, petit à petit, un monastère s'édifia. Le temple fut appelé le sommet de Vajra, « Kongōbuji ». En 832, Kūkai célébra la cérémonie d'offrande de 10 000 lumières pour le bonheur de tous les êtres. En 834, commença la construction du stupa principal, Daitō, sorte de temple reliquaire, haut de cinquante mètres, contenant des statues de Bouddha, ainsi que celle du Saitō (stupa de l'ouest). Kōbō-Daishi ne vivra pas assez longtemps pour voir l'achèvement de tous les projets qu'il avait conçus. Mais ses disciples continueront son œuvre et actuellement le Kōyasan est le centre le plus important du Shingon, célèbre dans tout le pays et visité chaque année par des milliers de pèlerins.

## Le Tō-ji
En 832, l'empereur Junna offrit à Kūkai la direction d'un des deux grands temples de la capitale, situé à l'est de Kyoto, le Tō-ji. Il consacra ce temple à la protection spirituelle du pays, et en fit le temple siège du Shingon. Là, pour la première fois, une cinquantaine de moines étudiaient exclusivement la doctrine ésotérique. En peu de temps, d'autres bâtiments s'édifièrent et la construction d'une grande pagode à cinq étages (Gojû-no-tō) s'amorça. Sous sa direction, des artistes sculptèrent des statues pour exprimer les vérités essentielles de l'ésotérisme. Parmi les vingt et un chefs-d'œuvre qu'on peut admirer aujourd'hui, tous trésors nationaux, quatorze datent de cette période. Le Tō-ji reste, au début du XXIe siècle, un des plus grands temples du Shingon où, au début de chaque année, les principaux grands maîtres du Shingon se retrouvent, et durant une semaine pratiquent des rituels pour la protection de l'empereur, du pays et de tous les êtres.

## Activités sociales de Kūkai
Durant toute sa vie, Kūkai œuvra pour soulager la misère du peuple. Ses qualités humaines et sa conduite exemplaire en faisaient un modèle pour tous ; sa réputation de meneur d'hommes fit qu'on lui confia la reconstruction d'une digue, que les ingénieurs n'arrivaient pas à colmater. Ce barrage en enrochements en voute est sans doute le plus vieux du monde. En 828, il ouvrit près du Tōji, la première école d'enseignement populaire au Japon. C'est à cette époque qu'il composa également l'un des premiers dictionnaires du Japon. De nombreuses légendes se sont répandues dans tout le Japon, sur les miracles ou sur les exploits vertueux de Kūkai. Après sa mort, les moines cherchèrent à édifier le peuple en répandant sa doctrine. Certains temples Shingon peuvent se prévaloir de posséder une trace visible de son passage : ici il a découvert une source, médité dans une grotte, là, il a sculpté dans l'arbre un Bouddha, peint son image sur la soie en se regardant dans l'eau d'un lac; réalités et légendes se mêlent étroitement mais contiennent un précieux enseignement pour comprendre sa doctrine et cerner sa personnalité. Quoi qu'il en soit, son activité sociale fut intense et certains pensent que c'est à cause de cela qu'il mourut d'épuisement à la tâche. L'empereur et les dignitaires lui demandaient souvent de prier pour leur santé, pour la protection du pays, ou encore, en période de sécheresse, pour faire venir la pluie. Partout sa réputation était grande, il était vénéré tant par la noblesse que le clergé et le peuple. Le plus remarquable est que malgré tout ce qu'il entreprit, on ne lui connaît que peu d'ennemis de son vivant. Sans doute parce qu'il mit en pratique cette sentence qu'il gardait toujours écrite à ses côtés : « Ne jamais dire du mal de quiconque, ne jamais dire du bien de soi ».

## Œuvre artistique et littéraire

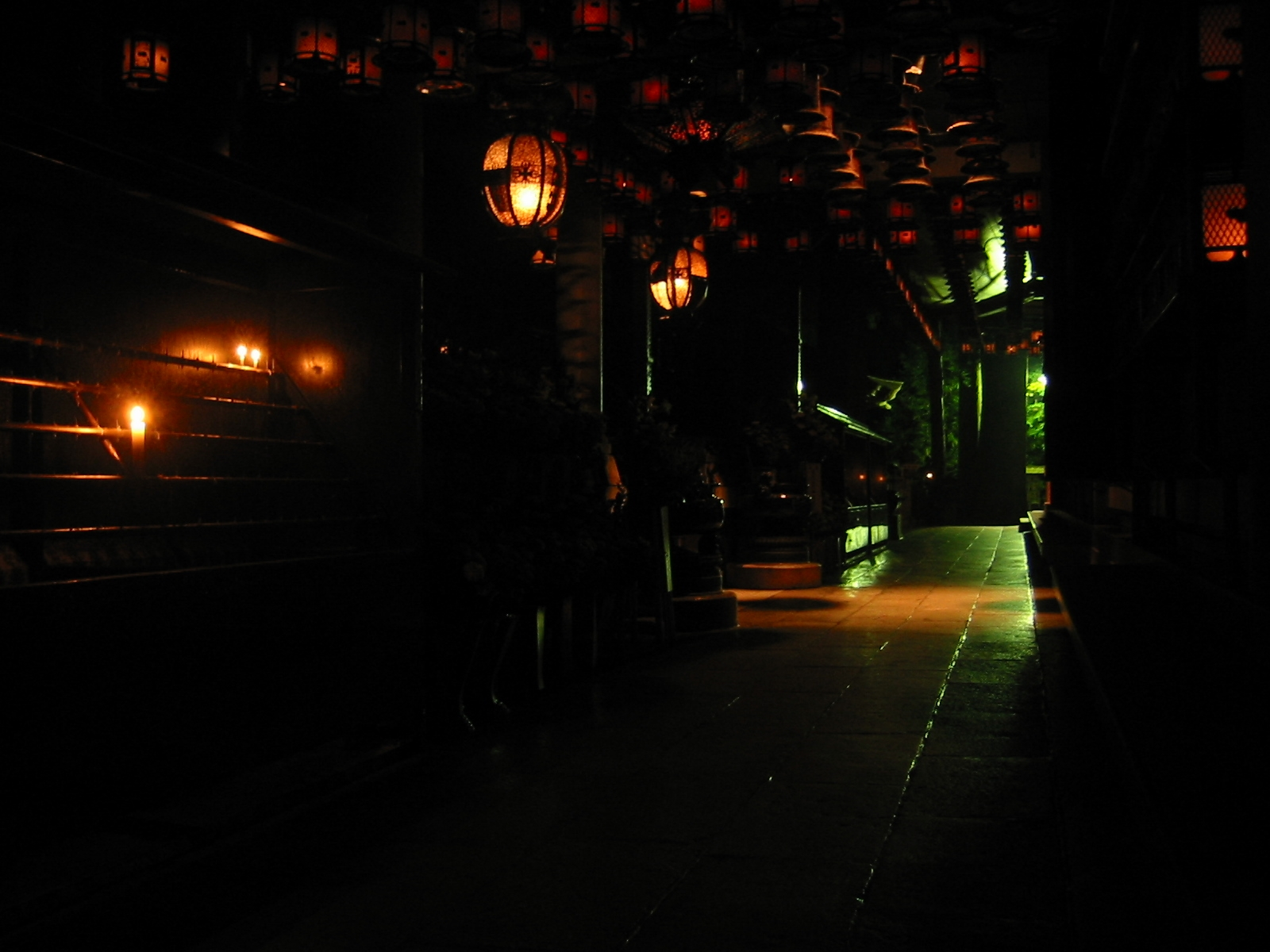
Okuno-in, le mausolée de Kûkai, au mont Kōya.

Kūkai a donné au Japon le génie qui allait lui permettre de se libérer du carcan culturel chinois. Poète, calligraphe, homme de lettres, philosophe, habile politique, cet esprit universel a laissé une littérature considérable.

### Doctrine
Voici l'analyse de ses principales œuvres philosophiques :
- Sangō Shiiki (797). Dans cet ouvrage, qui est l'un des plus anciens essais de philosophie comparée, il compare les mérites respectifs du Taoïsme, du Confucianisme et du Bouddhisme. L'essence du confucianisme est de donner un fondement philosophique à la morale et à la politique quotidienne. Le taoïsme, parce qu'il s'élève au principe métaphysique (Tao), lui est supérieur. Mais le bouddhisme, à travers la doctrine du karma et de la réincarnation englobe les trois temps et ouvre sur la vérité éternelle, surpassant donc le taoïsme ;
- Benkenmitsunikyo-ron « comparaison des Bouddhismes ésotérique et exotérique », 816. Il y démontre la supériorité de l'ésotérisme sur l'exotérisme des autres écoles. Cette supériorité provient de l'expérience qu'il procure et sur laquelle se fondent les dogmes, tandis que l'exotérisme explique les dogmes sans parvenir à l'expérience ;
- Himitsu Mandala Jugu Shinron « Les dix stades de la prise de conscience du mandala secret », 830. Dans ce chef-d'œuvre de la maturité, Kukai élargit sa compréhension des autres écoles et religions. Il pense que toutes les philosophies spirituelles de l'Asie (du confucianisme à l'hindouisme) sont l'expression d'une prise de conscience religieuse de la réalité que symbolise le mandala. Le rōle du bouddhisme ésotérisme qui est la philosophie universelle, est de révéler le fondement commun de l'expérience religieuse de toutes les écoles.

Cette révélation est expliquée à travers l'exposé systématique des dix stades ou étapes de l'esprit.
1°) L'esprit du bouc. Le bouc symbolise l'appétit sexuel. À ce stade, l'homme ignore tout de la vérité éternelle. Il vit sous l'influence dominante de son instinct bestial, il ne fait que subir la loi du karma, tel un animal.
2°) L'esprit de l'enfant ignorant. L'enfant symbolise la semence de l'esprit qui doit se développer. L'esprit s'éveille à la conscience et s'efforce de mener une vie morale encore dénuée de finalité religieuse. Il est représenté par le confucianisme.
3°) L'esprit de l'enfant sans peur. Il est symbolisé par un enfant cherchant sa mère. L'homme reconnait l'existence de la religion et recherche le ciel pour y trouver la paix intérieure et la félicité. Il est représenté par le taoïsme.
4°) L'esprit reconnait l'existence des agrégats. Cet esprit est symbolisé par l'état d'arhat, le moine bouddhiste. Le bouddhisme hinayana lui correspond.
5°) L'esprit libéré de la graine de la cause du karma. Cet esprit est symbolisé par  le Pratyekabuddha. Il n'y a plus de traces d'ignorance karmique, mais il reste encore une racine d'égocentrisme, un manque d'altruisme. 
6°) L'esprit mahayana symbolisé par le bodhisattva Maitreya. Le pratiquant yogacara qui atteint ce stade reconnait que tous les phénomènes sont une illusion de son esprit. Sa compassion se développe. Cette philosophie est exposée par Vasubandhu.
7°) L'esprit prend conscience que l'esprit n'est pas encore né. Cette étape est symbolisée par le bodhisattva Manjusri et expliquée par la philosophie madhyamika de Nagarjuna. La négation octuple met fin aux spéculations inutiles. La vérité de la vacuité est acquise. L'esprit qui atteint ce stade est serein et son bonheur est indéfinissable.
8°) L'esprit est vraiment en harmonie avec la voie unique. Il est symbolisé par Avalokiteshvara et expliqué par le sutra du lotus et la philosophie Tendai. L'homme reconnait l'unité et la pureté primordiale qui est la nature même de son esprit. Le sujet et l'objet s'unifient. 
9°) L'esprit bouddhique profond est conscient de sa nature non-immuable. Il est symbolisé par le sourire de Samantabhadra et expliqué par l'école Kegon. L'esprit prend conscience qu'il n'est pas immuable, mais semblable à l'eau que le vent fait onduler. La vérité éternelle, le dharma lui-même n'est pas immuable. Bien qu'il représente le stade le plus élevé  de l'exotérisme, il ne faut pas s'y arrêter.
10°) L'esprit glorieux, le plus secret, le plus caché. Il est symbolisé par le tathagata maha Vairocana et expliqué par l'école Shingon. Si l'exotérisme a ôté le voile de l'esprit et soigné ses différentes maladies, l'enseignement ésotérique dévoile à présent le trésor caché  (voir aussi Ibn Arabi) qui devient manifeste. 
Kukai nomme ses dix étapes « révélations avec étonnement étape par étape ».
Ensemble, elles forment une somme systématique de philosophie de la religion dans la perspective gradualiste du bouddhisme ésotérique et une véritable phénoménologie de la conscience religieuse. Cette doctrine est également expliquée dans :
- Hizo Hoyaku « La clef précieuse du Trésor secret », 830 ;
- Joujoushin-ron « les dix niveaux de développement de l'esprit ».

Concernant le cœur de la doctrine Shingon, Kukai l'expose dans :
- Sanbu sho « Les trois livres », 819 :
  - Sokushinjō- butsu-gui « enseignement pour devenir Bouddha dans cette vie avec ce corps »,
  - Shoji Jisso Gi « La signification du mot, du son et de la réalité »,
  - Unji Gi « La signification ésotérique de la syllabe (Bija) "HUM" ».

Fondée sur l'expérience de la méditation, la pensée de Kukai ne dévoile pas le contenu de ses propres expériences, mais en dégage uniquement la signification philosophique.
Selon Kukai, la méditation est l'unification du corps méditant (microcosme) avec le mouvement de l'univers (macrocosme). Cette unification à plusieurs aspects. Avec les mains (mudra), avec la bouche (mantra) avec l'esprit (samadhi). La structure fondamentale de l'esprit unifié avec l'univers est représenté par le mandala. Autour du tathagata Vairocana situé au centre du mandala, gravitent d'innombrables bodhisattva et devata (divinités) organisés hiérarchiquement. Tous les bouddhas et divinités de tous les panthéons sont un en essence, mais se déploient du centre mystérieux jusqu'aux animaux. Dans le stade final de l'illumination, où la conscience est décloisonnée, l'homme peut expérimenter librement tous les stades. Il n'y a pas de différence entre Bouddha et l'univers. Le fait que l'illumination soit atteinte dans cette existence corporelle implique l'intégration et non le rejet des différents aspects de l'existence mondaine. Cette intégration implique donc les sons (mantra) et les images (mandala) du monde naturel qui symbolisent la vérité que les sens ne perçoivent pas. Finalement, tous les symboles visuels et auditifs se concentrent et s'unifient dans le mantra Om, la dernière lettre de l'alphabet sanskrit, le son complet qui symbolise la source d'où tous les sons et tous les mots proviennent.

## Son départ
A cinquante-huit ans, il tomba malade et dut se retirer des affaires publiques. Il retourna au Kōyasan pour se soigner et s'occuper de ses disciples. Cependant il obtint la permission de prier dans un temple du palais impérial, pour la protection du pays et la santé de l'empereur. Pendant sept jours, il pratiqua du 8 au 14 janvier 835, les cérémonies du « Mishuhō » dont la tradition est toujours maintenue par les plus grands maîtres du Shingon au Tō-ji. Le 21 mars 835, âgé de soixante-deux ans, il entre dans le samadhi éternel. En 921, il reçut le titre posthume de Kōbō-Daishi, le Grand Instructeur qui a répandu la loi.

## Son rayonnement de nos jours

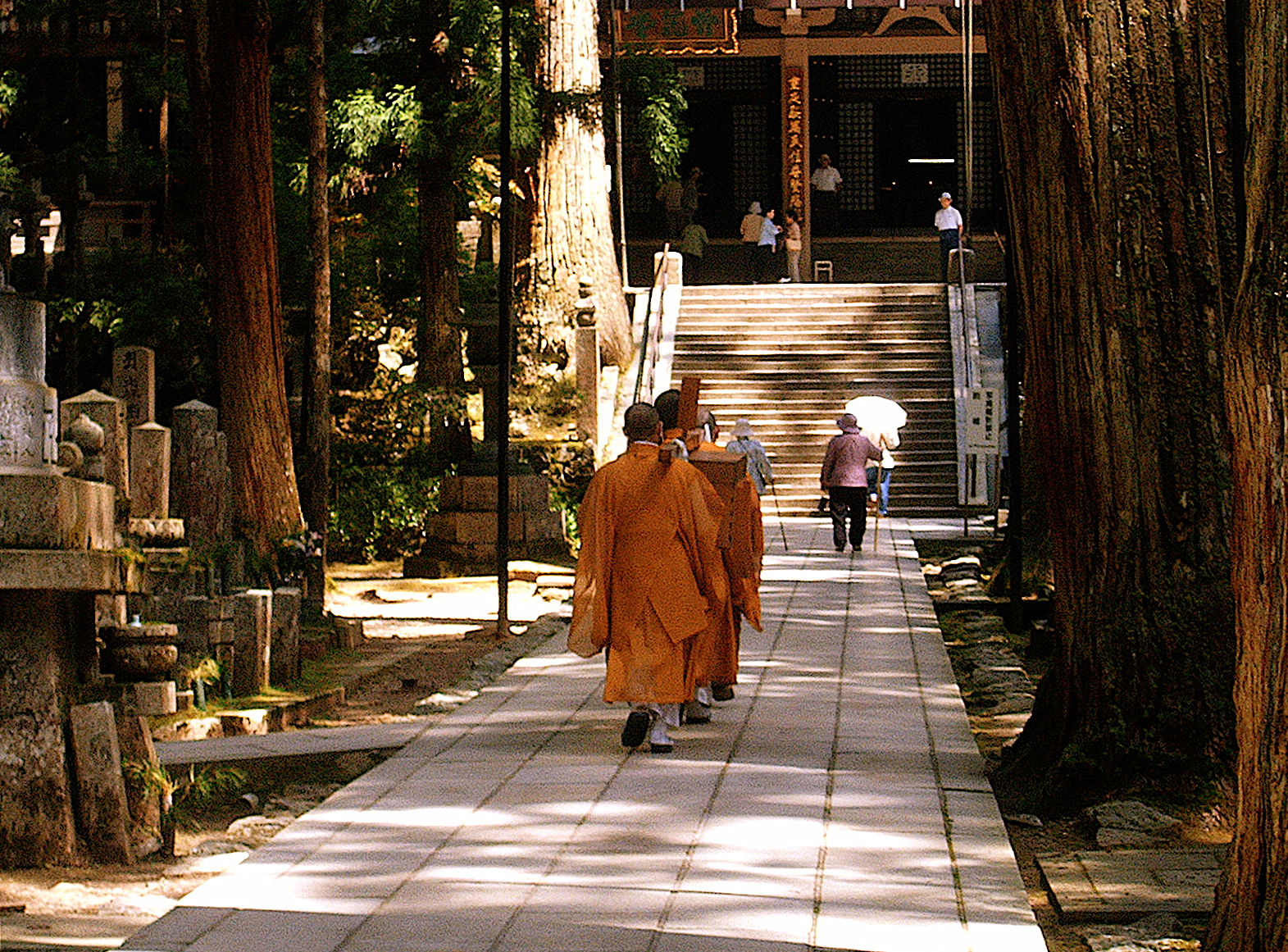
Moines apportant de la nourriture à Kōbō Daishi au Mont Koya. Croyant qu'il n'est pas mort mais seulement en pleine méditation, ils le nourrissent chaque jour et changent ses vêtements. Seuls les moines les plus importants sont autorisés à le voir.

Derrière le temple d'Okuno-in à Kōyasan, se trouve son tombeau ; mais les fidèles et les moines pensent qu'il est toujours vivant et qu'il veille sur eux. Son corps qui est resté intact est réputé méditer en attendant la venue du prochain Bouddha Maitreya,. Malgré les siècles qui passent, il est toujours aussi aimé et présent dans les cœurs. Dans tout le Japon, des temples grands ou petits lui sont consacrés, tels ceux de Nishiarai-Daishi, Kawasaki-Daishi près de Tōkyō où toute la journée on lui rend un culte, et durant les rituels de feu, on invoque son nom pour qu'il exauce les prières. Un des lieux où on le prie le plus, est certainement son île natale de Shikoku. Un pèlerinage circulaire lui est consacré, quatre-vingt huit temples principaux et vingt secondaires se répartissent comme les grains d'un chapelet sur la périphérie de l'île, atteignant ainsi le chiffre symbolique de 108.  
Chaque année, des millions de Japonais s'y rendent pour prier et bénéficier de la grâce des Bouddhas, mais aussi car c'est dit-on un moyen incomparable pour se préparer à la mort et renaître au paradis près du Saint.
L'astéroïde (6866) Kukai est nommé en son honneur.

## Calligraphie
Kukaï fait partie d'un groupe appelé les sampitsu, ou « trois pinceaux ». Avec l’empereur Saga et Hayanari Tachibana ils sont considérés comme les trois plus grands calligraphes de l’époque Heian.